# Weense Naschmarkt

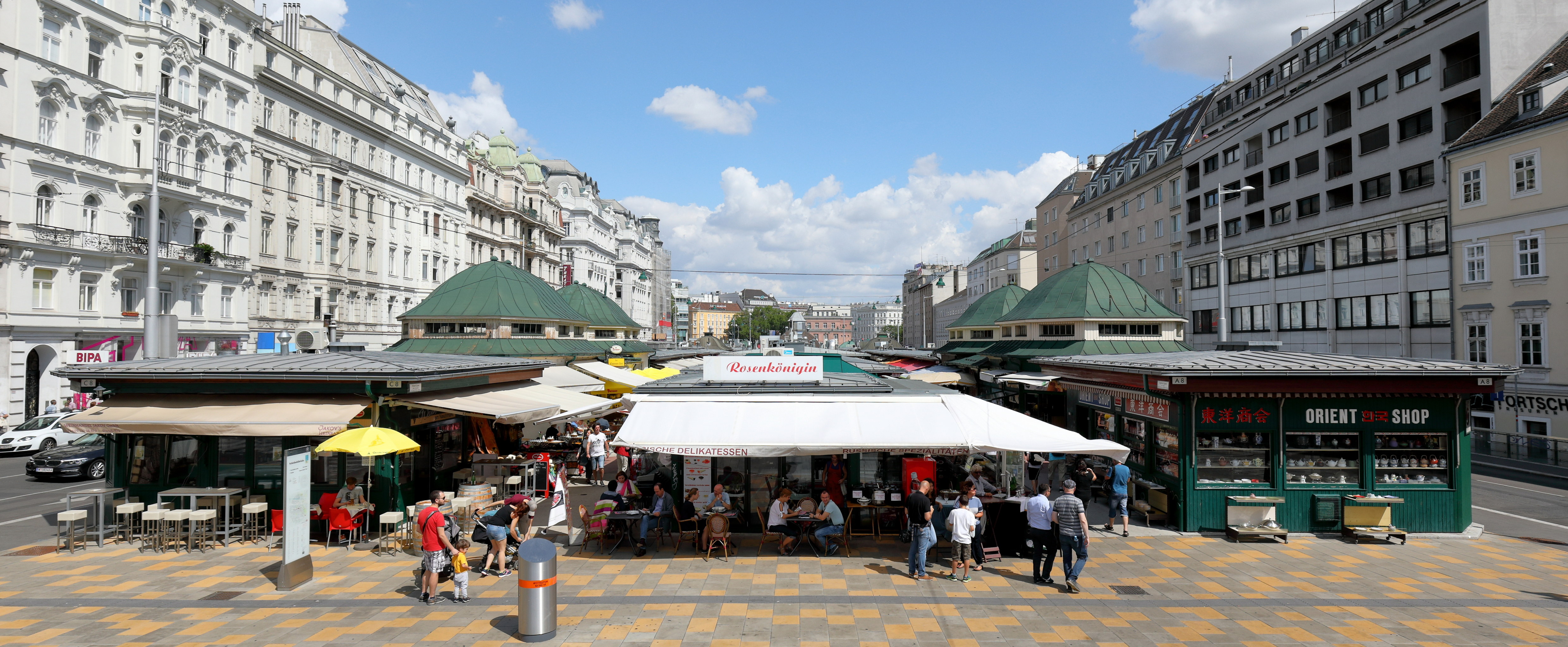
Stand op de Wiener Naschmarkt

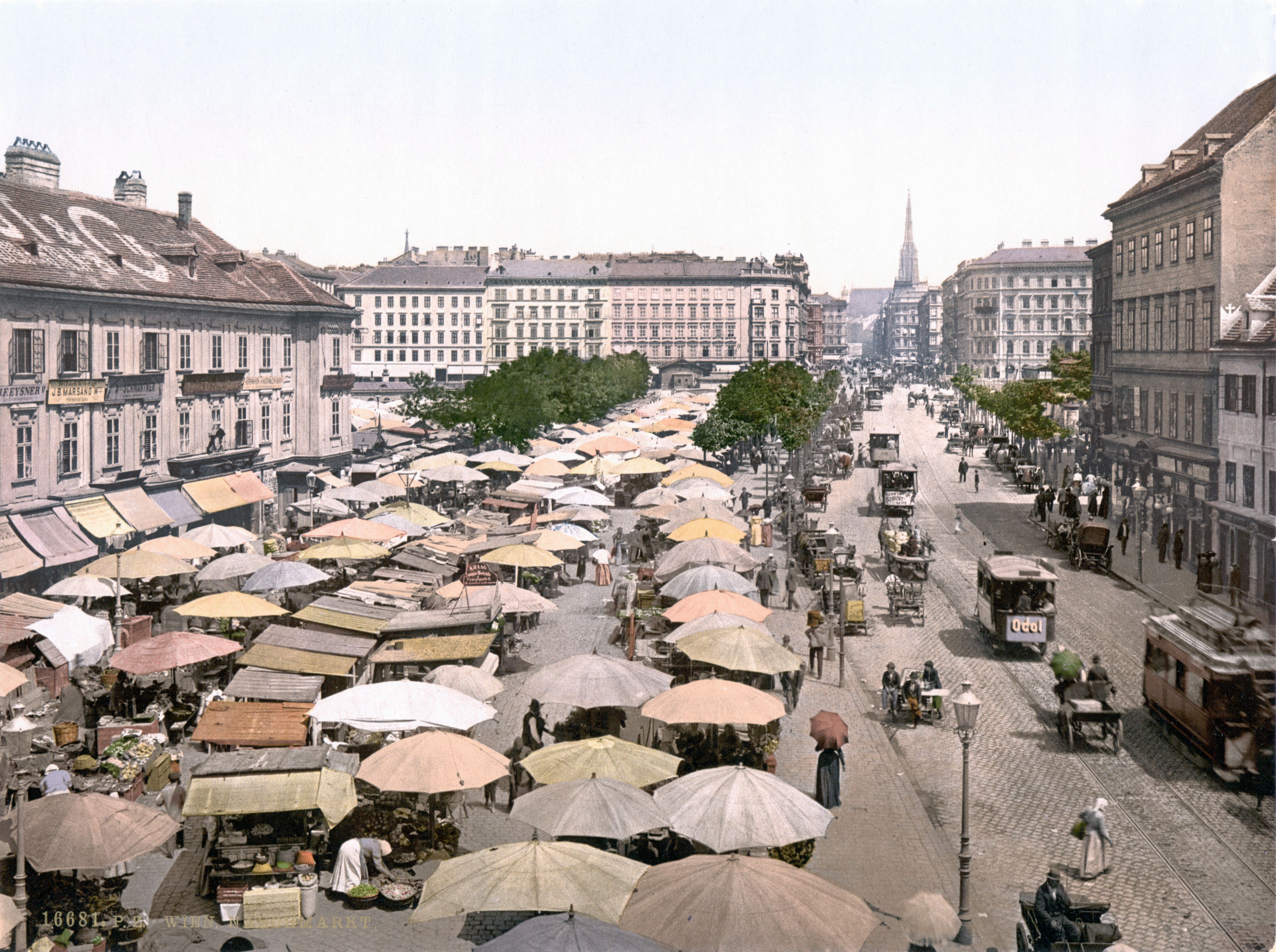
Naschmarkt medio 1900

De Weense Naschmarkt is een markt in het 6e district Mariahilf van de Oostenrijkse hoofdstad Wenen aan de Wienzeile. De Weense Naschmarkt is met 2,315 hectare de grootste stedelijke markt in Wenen.